# Eliska Buckova
Eliska Buckova (tiếng Séc: Eliška Bučková) là một hoa hậu đến từ đất nước Cộng hòa Séc. Cô sinh năm 1990 và cao 1,74 m. Ngày 2 tháng 2 năm 2008, cô đã xuất sắc vượt qua 11 thí sinh khác trong đêm chung kết và đăng quang danh hiệu Hoa hậu Séc (hay còn gọi là Hoa hậu Hoàn vũ Cộng hòa Séc). Với danh hiệu vừa đạt được, cô đại diện cho đất nước mình tham dự cuộc thi Hoa hậu Hoàn vũ 2008 tổ chức tại Nha Trang, Việt Nam và lọt vào top 15 người đẹp nhất.  Lưu trữ ngày 6 tháng 2 năm 2008 tại Wayback Machine.